# Phelipara
Phelipara is een kevergeslacht uit de familie van de boktorren (Cerambycidae). De wetenschappelijke naam van het geslacht werd voor het eerst geldig gepubliceerd in 1866 door Pascoe.

## Soorten
Phelipara omvat de volgende soorten:
- Phelipara balteata Aurivillius, 1913
- Phelipara flavovittata Breuning, 1965
- Phelipara laosensis Breuning, 1964
- Phelipara affinis Breuning, 1940
- Phelipara assamana Breuning, 1967
- Phelipara clarior Breuning, 1973
- Phelipara confusa Schwarzer, 1931
- Phelipara estanleyi Vives, 2009
- Phelipara indica (Breuning, 1940)
- Phelipara lineata (Schwarzer, 1930)
- Phelipara marmorata Pascoe, 1866
- Phelipara mindanaonis (Breuning, 1980)
- Phelipara mindorana Vives, 2009
- Phelipara minor Breuning, 1940
- Phelipara moringae (Aurivillius, 1925)
- Phelipara nebulosa (Aurivillius, 1922)
- Phelipara pseudomarmorata Breuning, 1968
- Phelipara radovskyi Hua, 1987
- Phelipara sabahensis Hüdepohl, 1995
- Phelipara saigonensis Breuning, 1943
- Phelipara submarmorata Breuning, 1960
- Phelipara subvittata Blair, 1933